# Ulica Brzeska w Siedlcach
Ulica Brzeska – ulica w Siedlcach, w Południowej Dzielnicy Przemysłowej. 
Nazwa ulicy pochodzi od miasta Brześć. 

## Przebieg
Ulica rozpoczyna się na skrzyżowaniu z ulicą Floriańską, a kończy się granicą miasta na skrzyżowaniu z ul. Ujrzanowską. 
Na odcinku od ul. Prym. kard. St. Wyszyńskiego (II) do swojego końca jest częścią drogi krajowej nr 63.
Ulica jest w całości jednojezdniowa o dwóch pasach ruchu w każdą stronę. Jest ulicą główną w Południowej Dzielnicy Przemysłowej.

## Historia
W latach PRL nosiła nazwę Obrońców Stalingradu i była częścią drogi państwowej nr 13 oraz drogi międzynarodowej E8. W 2001 roku została gruntownie zmodernizowana (poszerzenie, wymiana nawierzchni, chodników, oświetlenia, oraz ścieżki rowerowej (po obu stronach ulicy).

## Lista obiektów
- stacja paliw PKN Orlen, nr 1
- Skwer Wileński
- Cerkiew prawosławna pw. Świętej Trójcy, nr 15
- Prokuratura rejonowa, nr 16
- Kościół pw. Ducha Świętego, nr 37
- Oddział Regionalny Kasy Rolniczego Ubezpieczenia Społecznego (KRUS), nr 39
- stacja paliw Shell, nr 45
- Niepubliczna Szkoła Podstawowa ,,Aleksander", nr 65
- PSI Spółdzielczy Producent Sprężyn, nr 72
- wyposażenie łazienek Hexa, nr 91
- Zespół Szkół Ponadgimnazjalnych nr 5 im. gen. Władysława Sikorskiego, nr 95
- Prokuratura okręgowa, nr 97a
- salon meblowy Emilia, nr 97
- dyskont Mojacena, nr 102
- Media Expert, nr 102A
- Przedsiębiorstwo Usług Komunalnych (PUK), nr 110
- Media Markt, nr 126
- supermarket Dino, nr 130
- Neonet, nr 131
- supermarket Topaz, nr 132
- C.H. Arche (Bricomarché, Biedronka, Jysk), nr 134
- Poczta Polska, 135
- salon Seat/Suzuki, nr 161
- salon Renault/Dacia, nr 171
- salon Volkswagena, nr 181 A
- salon Ford, nr 196
- stacja paliw PKN Orlen, nr 179

## Galeria

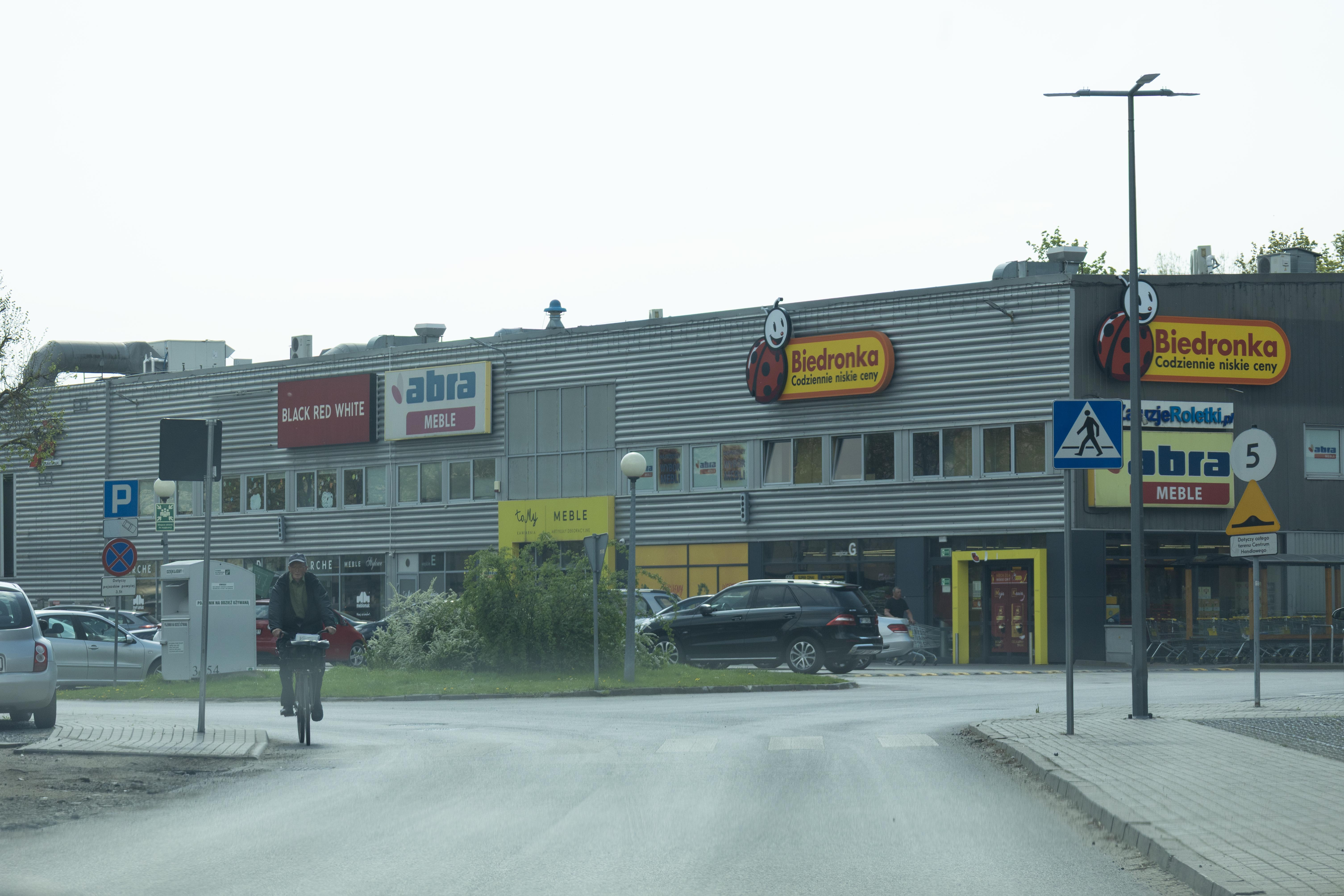
Centrum handlowe Arche
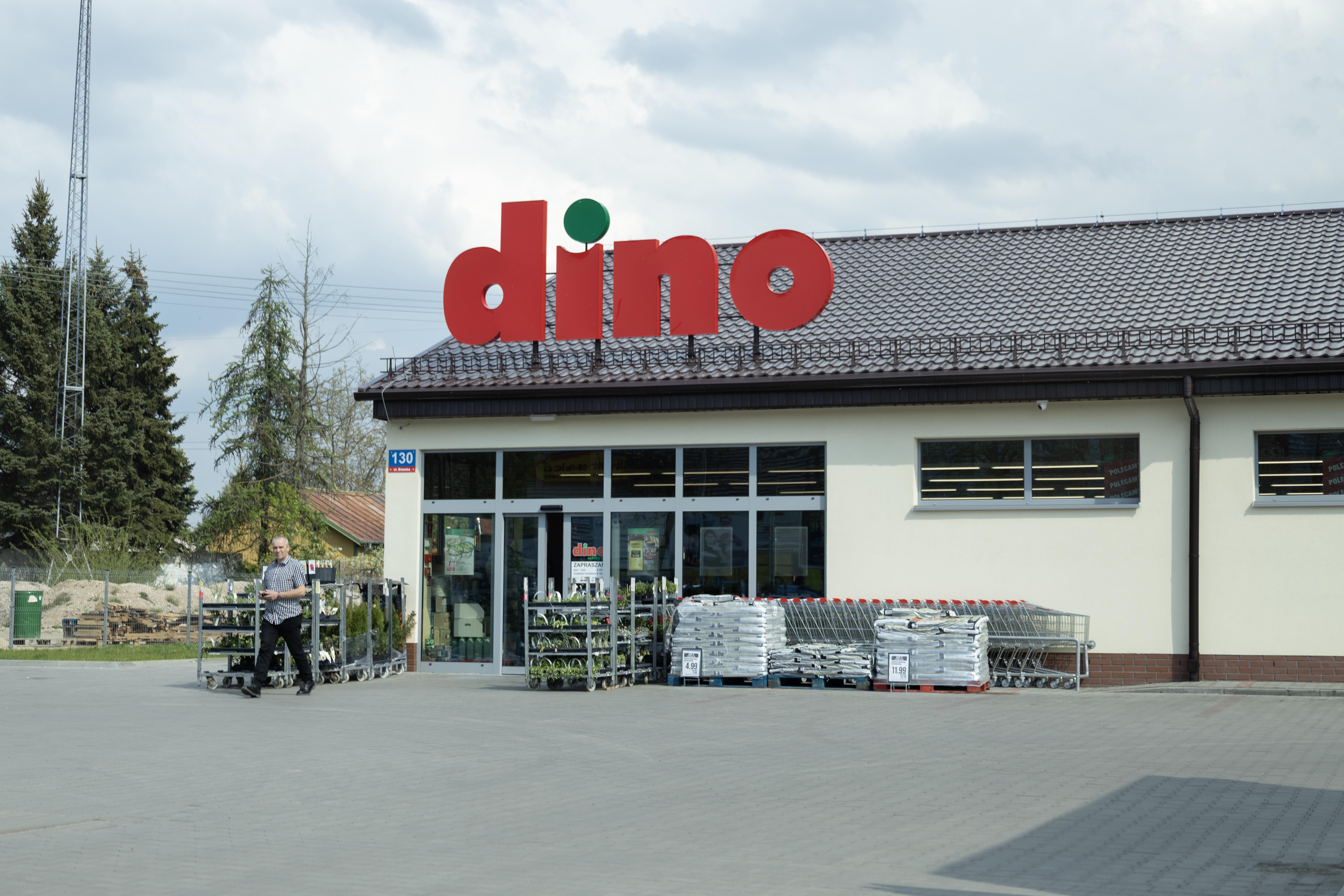
Supermarket Dino
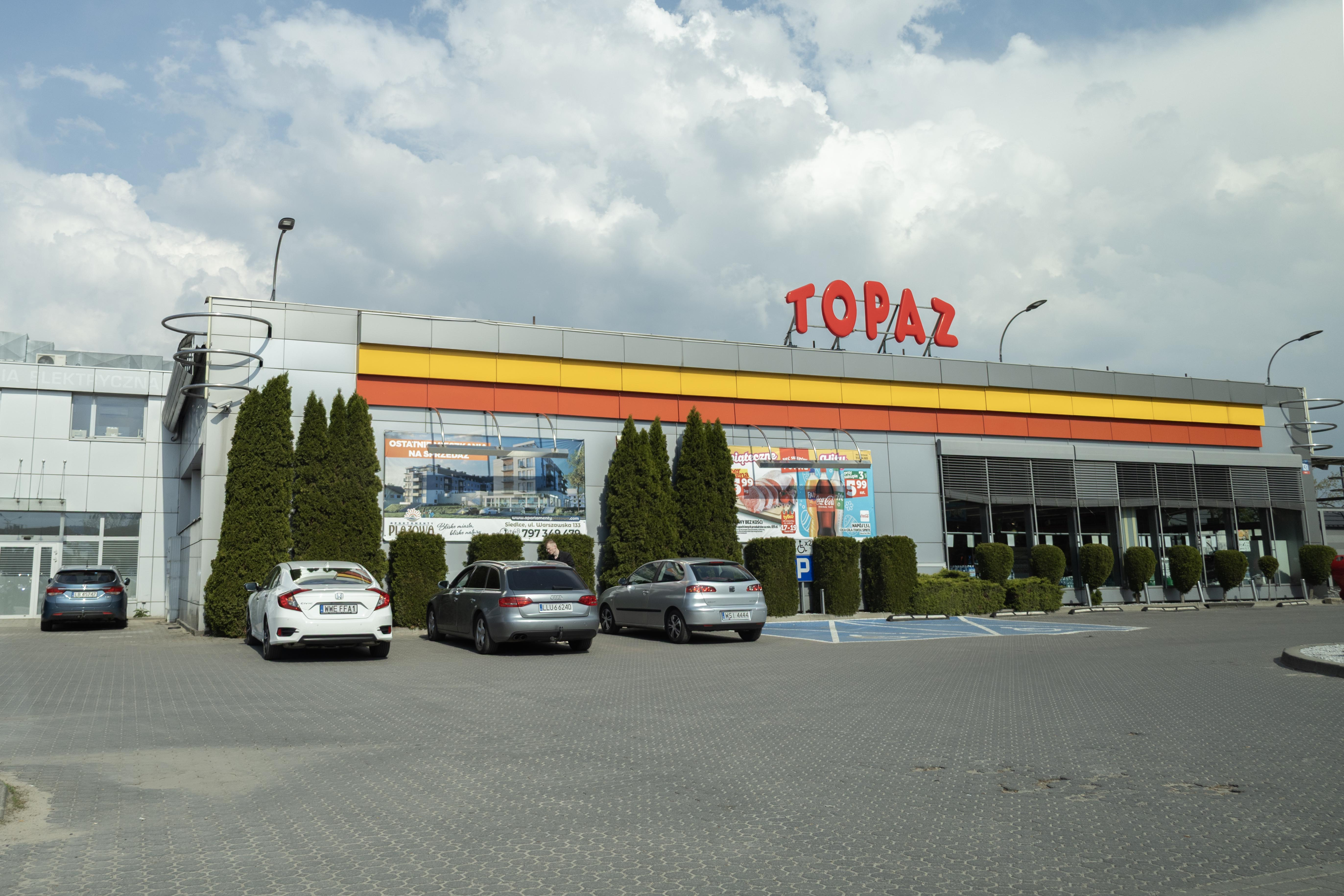
Supermarket Topaz
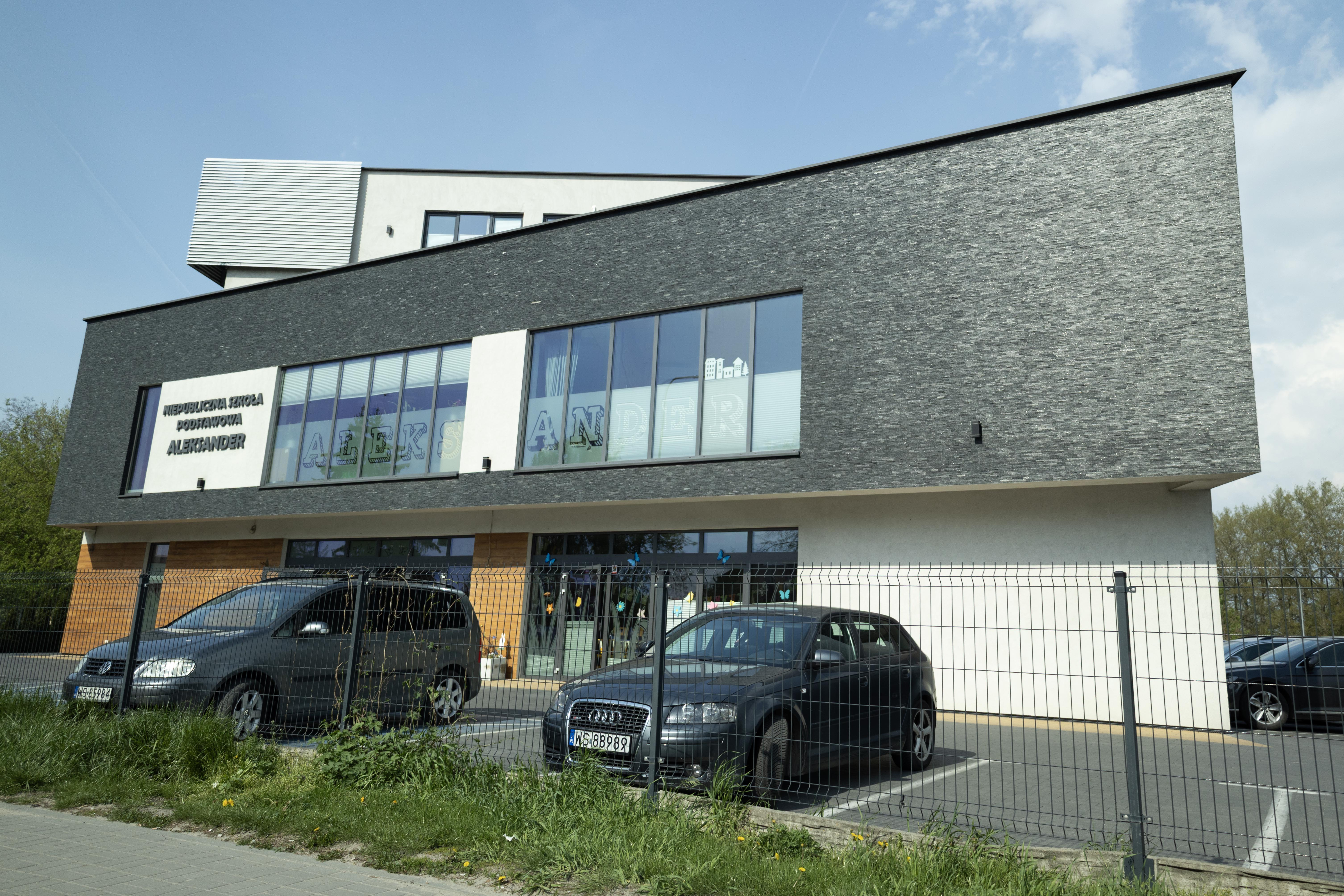
Niepubliczna Szkoła Podstawowa ,,Aleksander"
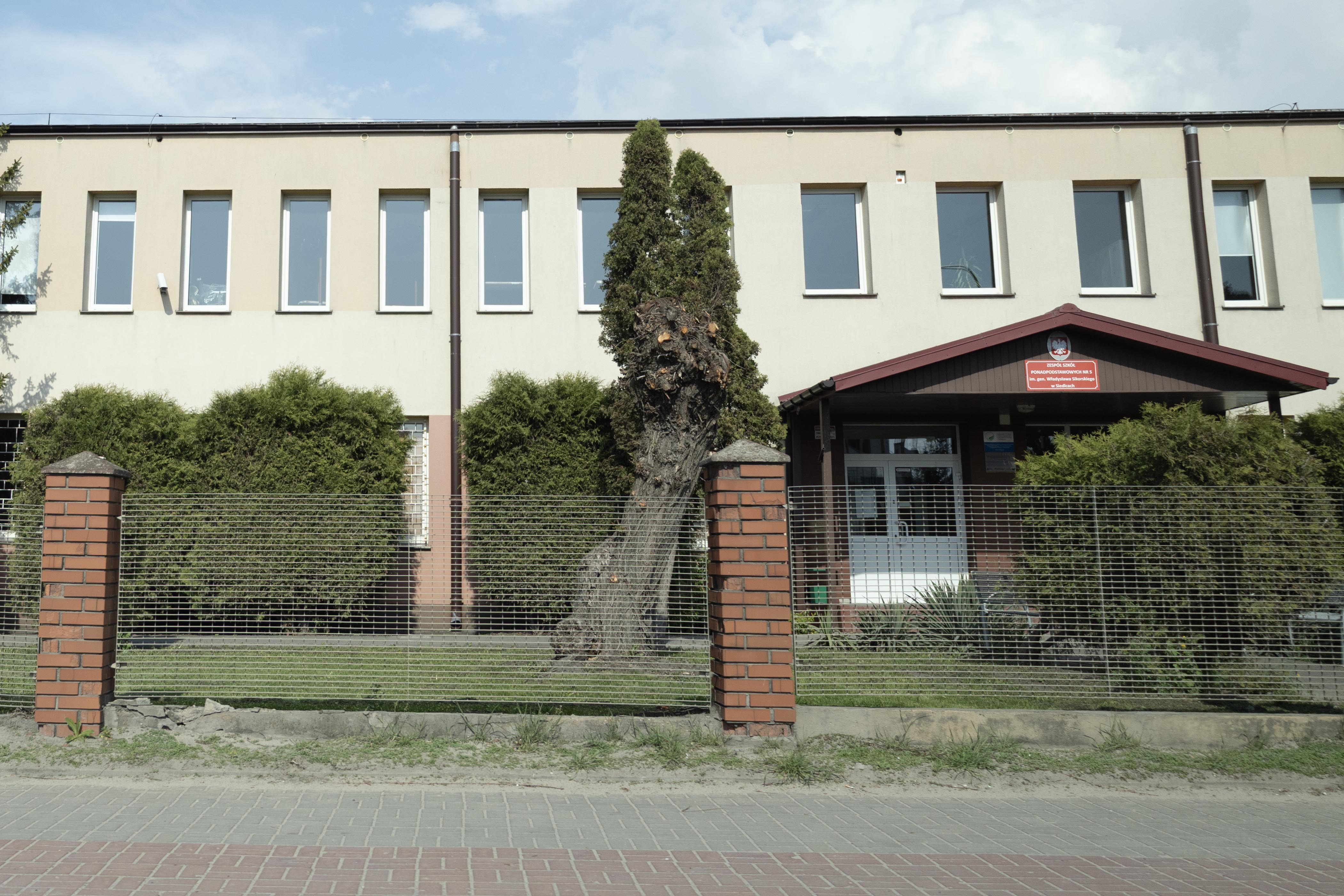
Zespół Szkół Ponadgimnazjalnych Nr 5 im. Władysława Sikorskiego
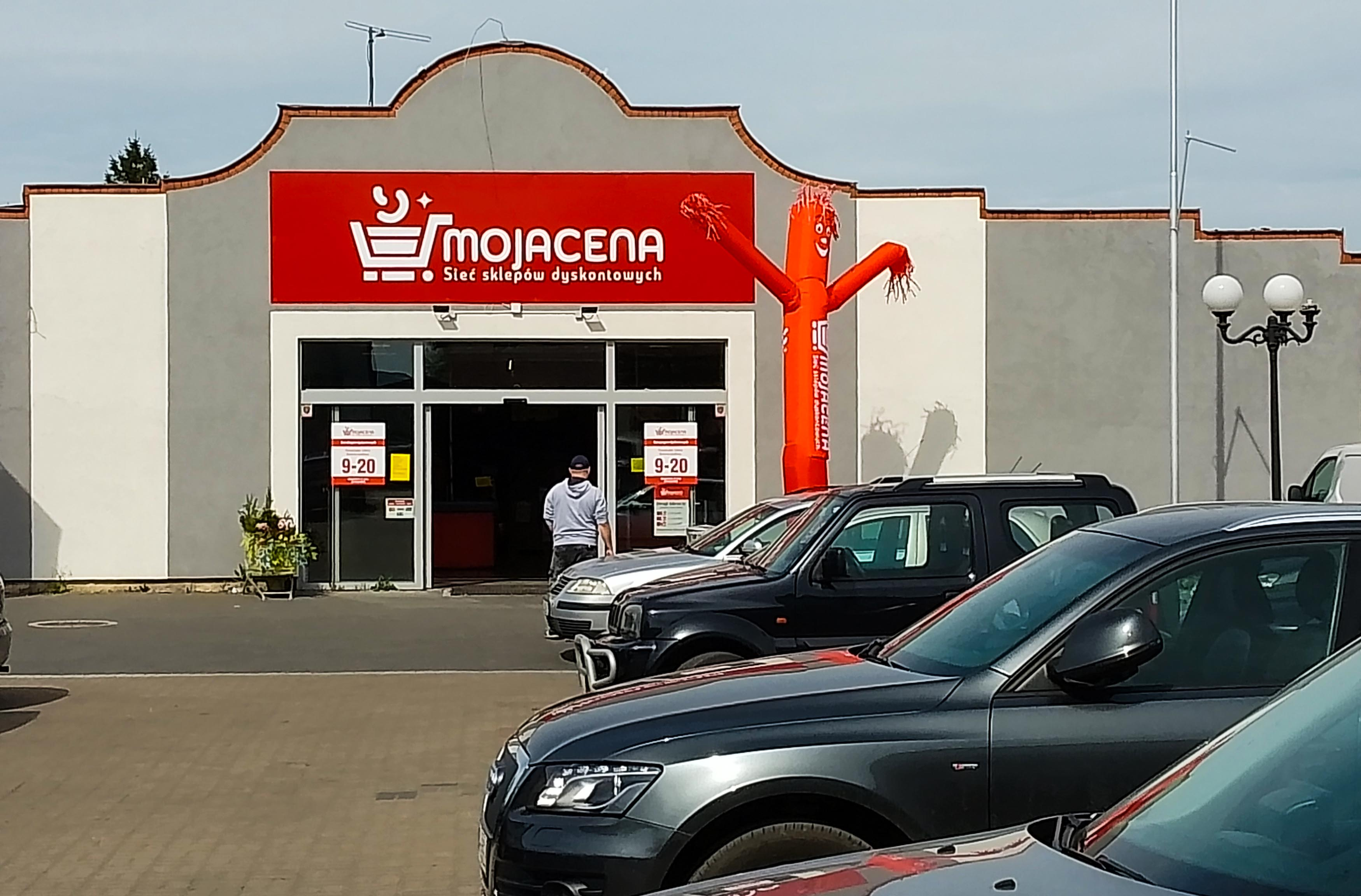
Dyskont Mojacena (aktualnie zamknięty)
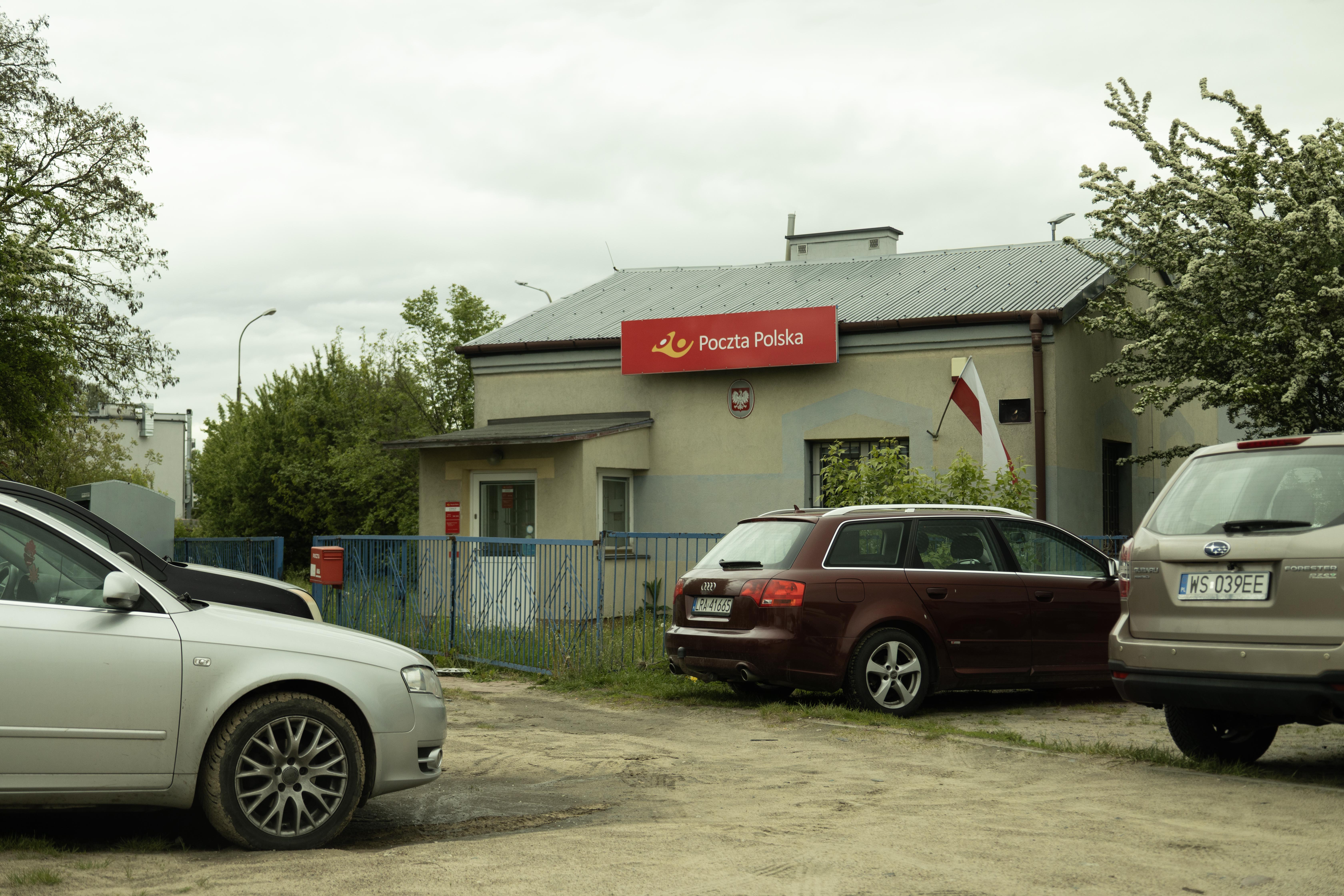
Poczta Polska
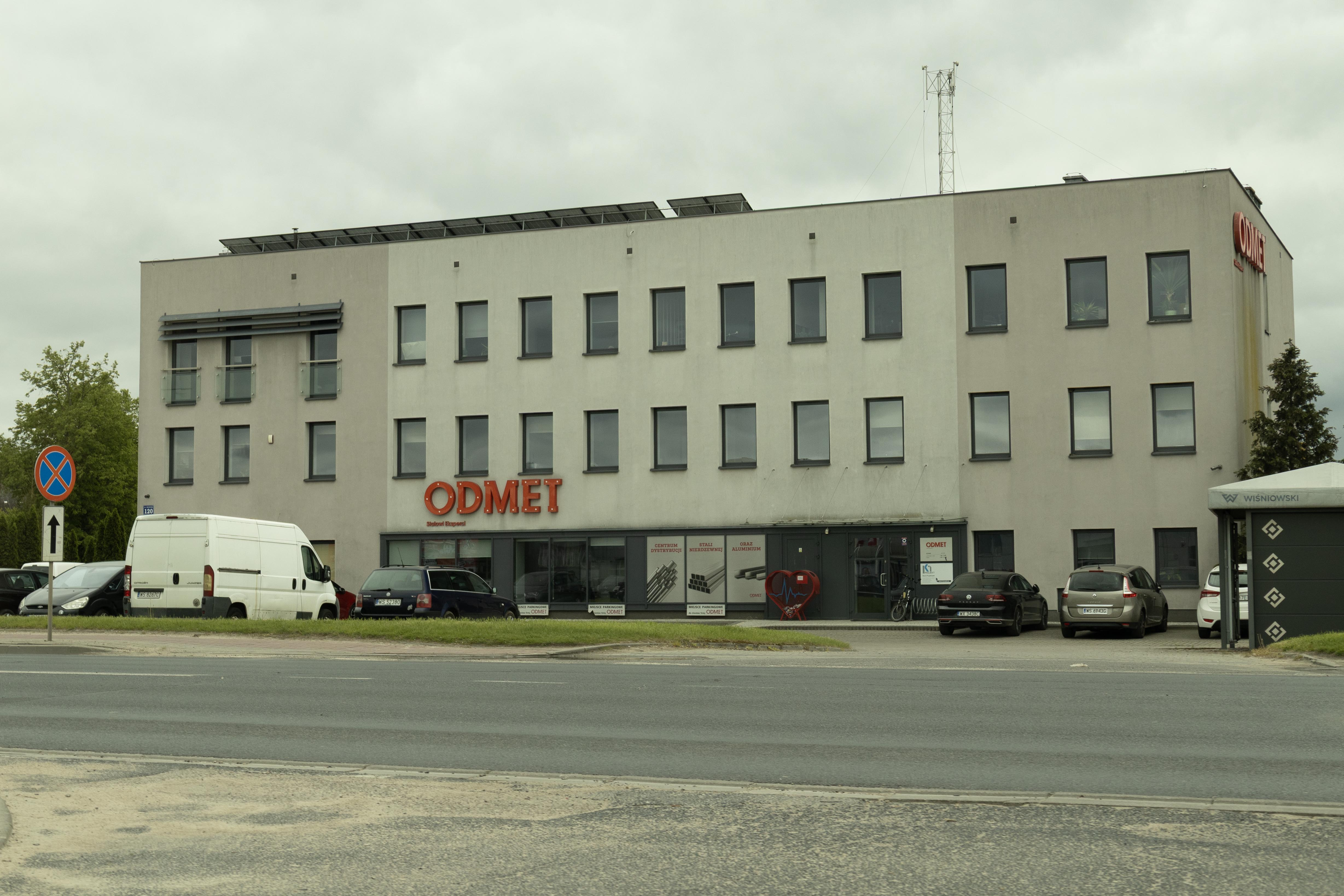
Producent stali Odmet